# František Drtina
František Drtina (ur. 3 października 1861 w Hněvšínie, zm. 11 stycznia 1925 w Pradze) – czeski pedagog, popularyzator pedagogiki, ekspert w dziedzinie zagranicznych systemów szkolnictwa, autor inicjatywy reform szkolnych, a po ustanowieniu niezależnego państwa czechosłowackiego, jeden z głównych realizatorów tych reform.

## Życiorys
Po ukończeniu studiów filozoficznych w Pradze kontynuował studia na Uniwersytecie Humboldtów w Berlinie. Dwa lata przebywał w Paryżu, na podstawie stypendium Czeskiej Akademii Nauki, Literatury i Sztuki. Po powrocie z Paryża habilitował się z zakresu filozofii na Wydziale Sztuki Uniwersytetu Karola w Pradze. Zdał też państwowy egzamin stenograficzny. Nauczał potem w gimnazjum na Smíchovie. Zaczął intensywnie poświęcać się zagadnieniom pedagogiki, a w 1899 został mianowany profesorem uniwersyteckim filozofii i pedagogiki.
Jako profesor pracował w tzw. Komitecie Rozszerzeń Uniwersyteckich, w ramach którego odbywały się wykłady nauczycieli akademickich przeznaczone dla nauczycieli praktycznych. Działał w stowarzyszeniach nauczycielskich oraz był redaktorem naczelnym czasopisma „Perspektywy Pedagogiczne”.
Był politycznie związany z Tomaszem Masarykiem i jego Czeską Partią Postępową. W latach 1907–1911 promował interesy czeskiego systemu edukacji jako członek austro-węgierskiej Rady Cesarskiej. Po ustanowieniu niezależnego państwa czechosłowackiego został sekretarzem stanu w Ministerstwie Edukacji i Oświecenia Narodowego. W tym charakterze odgrywał zasadniczą rolę w powoływaniu zasłużonych nauczycieli-praktyków na stanowiska ministerialne. Propagował swoje koncepcje reform czeskiego systemu edukacji i dalszego rozwoju edukacji dziewcząt.
W 1920, wyczerpany i rozczarowany poziomem wdrażania reform szkolnych, odszedł ze stanowiska ministra. Po odpoczynku (zwolnienie lekarskie) wrócił na Wydział Artystyczny Uniwersytetu Karola, gdzie pracował przez dwa następne lata. Wziął potem kolejne zwolnienie lekarskie i 11 stycznia 1925 zmarł. Pochowano go na Cmentarzu Olszańskim w Pradze.

## Działalność naukowa i społeczna
Jego obszerna działalność wydawnicza ma szczególne znaczenie dla kluczowej pracy Drtina – Ideały edukacji (Praga, 1900). Omówiono w niej historię rozwoju edukacji. Autor podkreślił, żepodstawą wiedzy nie może być jedynie jej suma, ale przede wszystkim szeroka edukacja intelektualna. Widział rolę nauczycieli we wskazywaniu drogi do wiedzy i oferowaniu właściwej metodyki nauczania. Przywiązywał dużą wagę do praktyczności wyciąganych wniosków i był niewątpliwie jednym z pierwszych, który podkreślił ideę powiązania edukacji humanistycznej i naukowej z edukacją techniczną. Ważnym jego wkładem była też jego propozycja organizacyjnego połączenia uniwersytetów i techników w uniwersytety techniczne (politechniki). Koncepcja ta (później szeroko wdrażana) była za jego życia mocno krytykowana przez jego przeciwników. Pomysły Drtina na temat systemu zarządzania edukacją były również szeroko dyskutowane. Podkreślił, że szkoła wymaga nie tylko poświęcenia, ale także nacjonalizacji.
W swoich esejach przedstawiał przekrojowe dane na temat edukacji nauczycieli w niektórych innych krajach i zaproponował, korzystając z wiedzy i doświadczenia z zagranicy, kompleksową reformę edukacji nauczycieli w Czechach. Podstawą koncepcji Drtina było to, że po czteroletnich instytutach kształcenia nauczycieli zakończonych egzaminem maturalnym, powinny następować dwuletnie studia uniwersyteckie. Eseje te przyczyniły się do zorganizowania publicznej ankiety wśród nauczycieli na temat ich edukacji. Na podstawie wyników tej ankiety dopracował całą koncepcję i nakreślił ją w propozycjach reformy organizacyjnej uniwersytetów. 

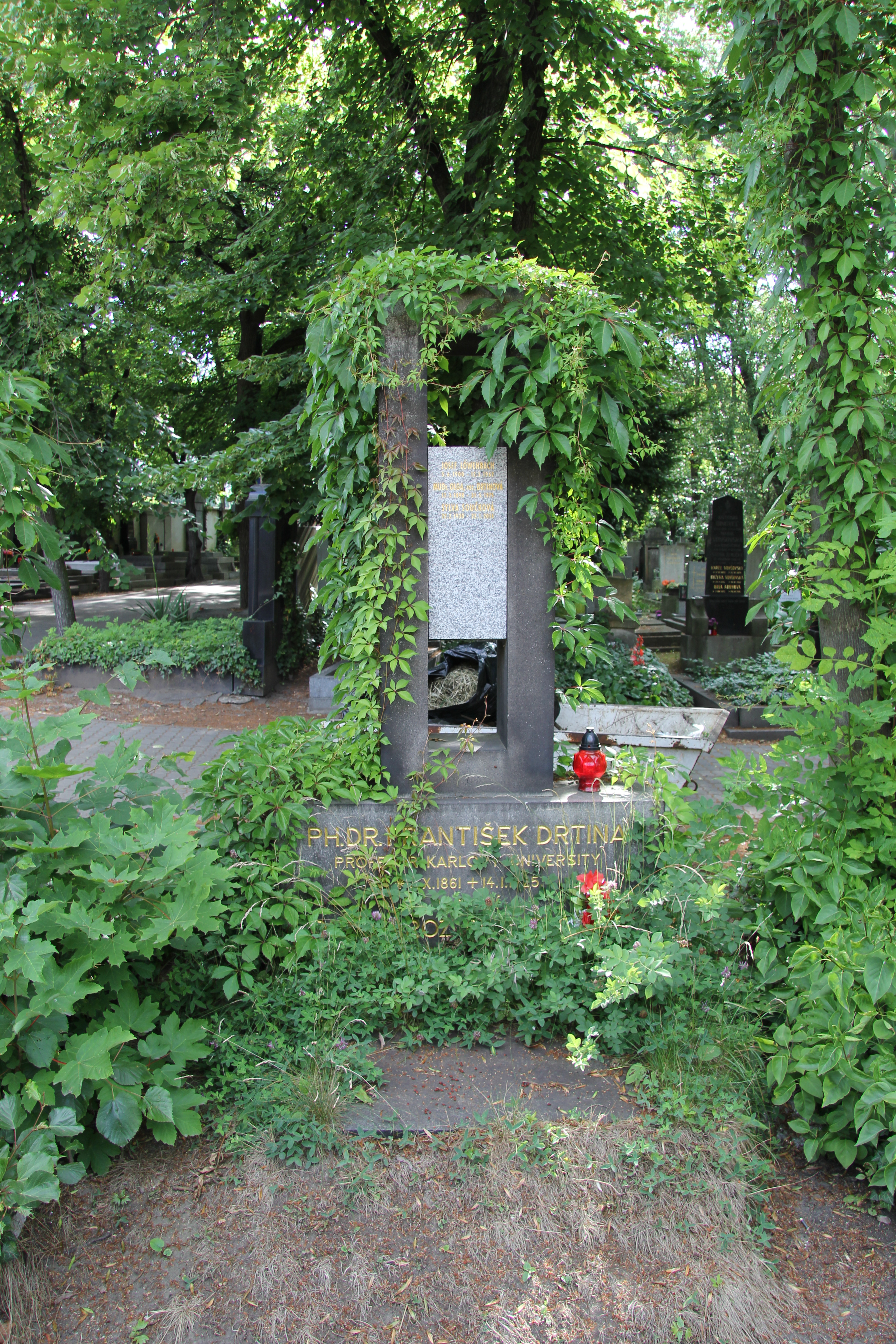
Grób na Cmentarzu Olszańskim w Pradze

Jego pomysły i działania praktyczne, mające na celu rozwój edukacji dziewcząt, były bardzo ważne z punktu widzenia planów proponowanych przez niego reform edukacyjnych. Zaproponował sześcioletnie licea dziewczęce przedłużane o dwa lata określonych specjalizacji. Pomysł został wprowadzony w życie w 1907 w Wołoskim Międzyrzeczu, a w 1908 w Brnie. Eksperyment (następnie znacznie rozszerzany) zakończył się w 1922, kiedy działalność tych szkół została zlikwidowana decyzją Ministerstwa Edukacji i Oświecenia Narodowego lub szkoły te zostały przekształcone w licea ogólnokształcące.
Jako filozof i filolog koncentrował się na filologii klasycznej oraz na zagadnieniach filozofii starożytnej i historii filozofii.

## Upamiętnienie
W 1937, z inicjatywy nauczycieli z Příbramu, w jego domu rodzinnym w Hněvšínie odsłonięto tablicę pamiątkową z napisem o treści: Twórcy edukacji czechosłowackiej poświęconej nauczaniu wdzięcznemu.